# Harpenden
Harpenden est une ville du Hertfordshire, en Angleterre, située à quelques kilomètres au sud de Luton. Au dernier recensement de 2021, elle comptait 30 674 habitants.

## Personnalités
- Lazarus Aaronson (1894-1966), poète et économiste, y est mort.
- Ralph Chubb
- Ferdinand Walsin Esterhazy

## Jumelages
| Ville | Ville                 | Pays | Pays      |
| ----- | --------------------- | ---- | --------- |
|       | Alzey                 |      | Allemagne |
|       | Cosne-Cours-sur-Loire |      | France    |

## Éducation
- Sir John Lawes School